# Campionat d'Europa d'atletisme de 1962
El Campionat d'Europa d'atletisme de 1962 fou la setena edició del Campionat d'Europa d'atletisme organitzat sota la supervisió de l'Associació Europea d'Atletisme. La competició es dugué a terme entre els dies 12 i 16 de setembre de 1962 al JNA Stadium de Belgrad (República Federal Socialista de Iugoslàvia).

## Nacions participants
Hi participaren un total de 668 atletes de 29 nacions diferents.
| - Alemanya Occidental (46) - Alemanya Oriental (50) - Àustria (9) - Bèlgica (11) - Bulgària (21) - Dinamarca (4) - Espanya (6) - Finlàndia (29) | - França (42) - Grècia (11) - Hongria (40) - Islàndia (4) - Irlanda (4) - Itàlia (36) - Iugoslàvia (38) | - Liechtenstein (2) - Luxemburg (3) - Noruega (14) - Països Baixos (8) - Polònia (50) - Portugal (3) - Regne Unit (74) | - Malta (1) - Romania (18) - Suècia (18) - Suïssa (16) - Turquia (11) - Txecoslovàquia (25) - Unió Soviètica (74) |

## Medallistes

### Categoria masculina
| Prova                   | Or                                                                         | Or                          | Plata                                                                           | Plata     | Bronze                                                                         | Bronze    |
| 100 metres              | Claude Piquemal (FRA)                                                      | 10.4                        | Jocelyn Delecour (FRA)                                                          | 10.4      | Peter Gamper (RFA)                                                             | 10.4      |
| 200 metres              | Owe Jonsson (SWE)                                                          | 20.7 CR                     | Marian Foik (POL)                                                               | 20.8      | Sergio Ottolina (ITA)                                                          | 20.8      |
| 400 metres              | Robbie Brightwell (GBR)                                                    | 45.9 CR                     | Manfred Kinder (RFA)                                                            | 46.1      | Joachim Reske (RFA)                                                            | 46.4      |
| 800 metres              | Manfred Matuschewski (RDA)                                                 | 1:50.5                      | Valeriy Bulyshev (URS)                                                          | 1:51.2    | Paul Schmidt (RFA)                                                             | 1:51.2    |
| 1500 metres             | Michel Jazy (FRA)                                                          | 3:40.9 CR                   | Witold Baran (POL)                                                              | 3:42.1    | Tomáš Salinger (CSK)                                                           | 3:42.2    |
| 5000 metres             | Bruce Tulloh (GBR)                                                         | 14:00.6                     | Kazimierz Zimny (POL)                                                           | 14:01.8   | Pyotr Bolotnikov (URS)                                                         | 14:02.6   |
| 10.000 metres           | Pyotr Bolotnikov (URS)                                                     | 28:54.0 CR                  | Friedrich Janke (RDA)                                                           | 29:01.6   | Henry Fowler (GBR)                                                             | 29:02.0   |
| 110 m. tanques          | Anatoli Mikhàilov (URS)                                                    | 13.8                        | Giovanni Cornacchia (ITA)                                                       | 14.0      | Nikolay Berezutskiy (URS)                                                      | 14.2      |
| 400 m. tanques          | Salvatore Morale (ITA)                                                     | 49.2 WR, CR                 | Jörg Neumann (RFA)                                                              | 50.3      | Helmut Janz (RFA)                                                              | 50.5      |
| 3.000 m. obstacles      | Gaston Roelants (BEL)                                                      | 8:32.6 CR                   | Zoltán Vámos (ROU)                                                              | 8:37.6    | Nikolai Sokolov (URS)                                                          | 8:40.6    |
| relleus 4x100 m. llisos | RFAKlaus Ulonska · Peter Gamper · Hans-Joachim Bender · Manfred Germar     | 39.5                        | PolòniaJerzy Juskowiak · Andrzej Zieliński · Zbigniew Syka · Marian Foik        | 39.5      | Regne UnitAlf Meakin · Ron Jones · Berwyn Jones · David Jones                  | 39.8      |
| relleus 4x400 m. llisos | RFAWilfried Kindermann · Johannes Schmitt · Joachim Reske · Manfred Kinder | 3:05.8                      | Regne UnitBarry Jackson · Kenneth Wilcock · Adrian Metcalfe · Robbie Brightwell | 3:05.9    | SuïssaBruno Galliker · Jean-Louis Descloux · Marius Theiler · Hans-Rüdi Bruder | 3:07.0    |
| Marató                  | Brian Kilby (GBR)                                                          | 2:23:18.8                   | Aurèle Vandendriessche (BEL)                                                    | 2:24:02.0 | Viktor Baykov (URS)                                                            | 2:24:19.8 |
| 20 km. marxa            | Ken Matthews (GBR)                                                         | 1:35:54.8                   | Hans-Georg Reimann (RDA)                                                        | 1:36:14.2 | Vladimir Golubnichiy (URS)                                                     | 1:36:37.6 |
| 50 km. marxa            | Abdon Pamich (ITA)                                                         | 4:19:46.6                   | Grigoriy Panichkin (URS)                                                        | 4:24:35.6 | Donald Thompson (GBR)                                                          | 4:29:00.2 |
| Salt d'alçada           | Valeriy Brumel (URS)                                                       | 2.21 m CR                   | Stig Pettersson (SWE)                                                           | 2.13 m    | Robert Shavlakadze (URS)                                                       | 2.09 m    |
| Salt amb perxa          | Pentti Nikula (FIN)                                                        | 4.80 m CR                   | Rudolf Tomášek (CSK)                                                            | 4.60 m    | Kauko Nyström (FIN)                                                            | 4.60 m    |
| Salt de llargada        | Íhor Ter-Ovanessian (URS)                                                  | 8.19 m vent: +3.2 7.87 m CR | Rainer Stenius (FIN)                                                            | 7.85 m    | Pentti Eskola (FIN)                                                            | 7.85 m    |
| Triple salt             | Józef Szmidt (POL)                                                         | 16.55 m CR                  | Vladimir Goryaev (URS)                                                          | 16.39 m   | Oleg Fyodoseyev (URS)                                                          | 16.24 m   |
| Llançament de pes       | Vilmos Varjú (HUN)                                                         | 19.02 m CR                  | Víktor Lipsnis (URS)                                                            | 18.38 m   | Alfred Sosgórnik (POL)                                                         | 18.26 m   |
| Llançament de disc      | Vladimir Trusenyev (URS)                                                   | 57.11 m CR                  | Cees Koch (NED)                                                                 | 55.96 m   | Lothar Milde (RDA)                                                             | 55.47 m   |
| Llançament de javelina  | Jānis Lūsis (URS)                                                          | 82.04 m CR                  | Viktor Tsybulenko (URS)                                                         | 77.92 m   | Władysław Nikiciuk (POL)                                                       | 77.66 m   |
| Llançament de martell   | Gyula Zsivótzky (HUN)                                                      | 69.64 m CR                  | Aleksey Baltovskiy (URS)                                                        | 66.93 m   | Yuriy Bakarinov (URS)                                                          | 66.57 m   |
| Decatló                 | Vasili Kuznetsov (URS)                                                     | 8026 pts CR                 | Werner von Moltke (RFA)                                                         | 8022 pts  | Manfred Bock (RFA)                                                             | 7835 pts  |

### Categoria femenina
| Prova                  | Or                                                                           | Or          | Plata                                                           | Plata    | Bronze                                                          | Bronze   |
| 100 m (vent: +2.3 m/s) | Dorothy Hyman (GBR)                                                          | 11.3        | Jutta Heine (RFA)                                               | 11.3     | Teresa Ciepły (POL)                                             | 11.4     |
| 200 m                  | Jutta Heine (RFA)                                                            | 23.5 CR     | Dorothy Hyman (GBR)                                             | 23.7     | Barbara Sobotta (POL)                                           | 23.9     |
| 400 m                  | Maria Ítkina (URS)                                                           | 53.4 CR     | Elizabeth Grieveson (GBR)                                       | 53.9     | Tilly van der Zwaard (NED)                                      | 54.4     |
| 800 m                  | Gerda Kraan (NED)                                                            | 2:02.8 CR   | Waltraud Kaufmann (RDA)                                         | 2:05.0   | Olga Kazi (HUN)                                                 | 2:05.0   |
| relleus 4×100 m        | PolòniaTeresa Ciepły · Barbara Sobotta · Elżbieta Szyroka · Maria Piątkowska | 44.5        | RFAErika Fisch · Martha Pensberger · Maren Collin · Jutta Heine | 44.6     | Regne UnitAnn Packer · Dorothy Hyman · Daphne Arden · Mary Rand | 44.9     |
| 80 m. tanques          | Teresa Ciepły (POL)                                                          | 10.6 CR     | Karin Balzer (RDA)                                              | 10.6     | Maria Piątkowska (POL) · Erika Fisch (RFA)                      | 10.6     |
| Salt d'alçada          | Iolanda Balaş (ROU)                                                          | 1.83 m CR   | Olga Gere (YUG)                                                 | 1.76 m   | Linda Knowles (GBR)                                             | 1.73 m   |
| Salt de llargada       | Tatyana Shchelkanova (URS)                                                   | 6.36 m CR   | Elżbieta Krzesińska (POL)                                       | 6.22 m   | Mary Rand (GBR)                                                 | 6.22 m   |
| Llançament de pes      | Tamara Press (URS)                                                           | 18.55 m CR  | Renate Garisch (RDA)                                            | 17.17 m  | Galina Zybina (URS)                                             | 16.95 m  |
| Llançament de disc     | Tamara Press (URS)                                                           | 56.91 m CR  | Doris Müller (RDA)                                              | 53.60 m  | Jolán Kontsek (HUN)                                             | 52.82 m  |
| Llançament de javelina | Elvira Ozolina (URS)                                                         | 54.93 m     | Maria Diaconescu (ROU)                                          | 52.10 m  | Alevtina Shastiko (URS)                                         | 51.80 m  |
| Pentatló               | Galina Bystrova (URS)                                                        | 4833 pts CR | Denise Guénard (FRA)                                            | 4735 pts | Helga Hoffmann (RFA)                                            | 4676 pts |

## Medaller
| Posició | País           | Or | Plata | Bronze | Total |
| 1       | Unió Soviètica | 13 | 6     | 11     | 30    |
| 2       | Regne Unit     | 5  | 3     | 5      | 13    |
| 3       | RFA            | 3  | 5     | 6      | 14    |
| 4       | Polònia        | 3  | 5     | 5      | 13    |
| 5       | França         | 2  | 2     | 0      | 4     |
| 6       | Itàlia         | 2  | 1     | 1      | 4     |
| 7       | Hungary        | 2  | 0     | 2      | 4     |
| 8       | RDA            | 1  | 6     | 1      | 8     |
| 9       | Romania        | 1  | 2     | 0      | 3     |
| 10      | Finlàndia      | 1  | 1     | 2      | 4     |
| 11      | Països Baixos  | 1  | 1     | 1      | 3     |
| 12      | Bèlgica        | 1  | 1     | 0      | 2     |
| 12      | Suècia         | 1  | 1     | 0      | 2     |
| 14      | Txecoslovàquia | 0  | 1     | 1      | 2     |
| 15      | Iugoslàvia     | 0  | 1     | 0      | 1     |
| 16      | Suïssa         | 0  | 0     | 1      | 1     |